# 西新井事件
西新井事件（にしあらいじけん）は、1985年（昭和60年）に発覚した、北朝鮮の諜報機関のスパイ事件である。日本に密入国した朝鮮労働党対外情報調査部の北朝鮮工作員が、土台人の協力で日本人に背乗りして十数年間も日本人になりすまし、旅券乗っ取りや日本人拉致などの犯行を実行していた事件。戦後史に残るスパイ事件で、スパイ防止法の制定が拉致被害者家族から求められている。

## 事件の概要
この事件の主犯である工作員の通称「朴（パク）」（本名：チェ・スンチョル）は、1970年（昭和45年）8月に石川県能登半島羽根海岸（能登町）から日本に密入国した後、大阪在住の在日朝鮮人の江口智こと金錫斗（キム・ソクト）を土台人（北朝鮮の工作員が活動の足場や拠点として利用する人間）として獲得した。その後「朴」は東京都足立区西新井に居を定め、「松田忠雄」の偽名を名乗って東京都内のゴム製造会社に勤め始めた。「スパイ朴」は、金錫斗を東京に誘い、家族ともども西新井に転居させた。
「朴」はゴム工場に約1年勤務したが、この間、夫と死別し、3人の子どもを抱えてパートタイマーをしていた社内の同僚（当時38歳）に近づいて交際し、数か月後には彼女と同棲生活を始めた。母子家庭に入り込んだ「朴」は、「家族旅行」と称して日本海沿岸部や熱海、四国・九州の沿岸などをたびたび訪れては海岸線を写真やビデオで撮影した。
1972年（昭和47年）7月、「朴」は東京・山谷地区で福島県出身の日本人O（当時34歳）と知り合った。行き倒れに近い状態だったOは病気がちであったため、「朴」はOを介抱するふりをして近づき、すぐに病院に入院させた。入院10日目、親切にされたOはすっかり「朴」を信用し、「朴」は船会社の社長であると身分を偽って、Oが退院したら自分の会社で採用する、それを受け入れてくれるなら入院費一切を自分が負担すると持ち掛けた。Oに異論はなかった。さらに「朴」は金錫斗とともにOの実家に赴いて再び船会社の社長であると詐称し、Oの両親に戸籍が福島だと何かと不便なので東京に移してもらいたいと頼んで、転籍を認めさせた。その後「朴」はOに背乗りし、O名義の日本国旅券や運転免許証を不正取得し、Oが死去する1976年7月までの間に、日本、フランクフルト、パリ、香港、ソウルのコースで3回海外に渡航し、韓国・日本に跨るスパイ網の構築に努めた。1974年（昭和49年）5月、「朴」は土台人金錫斗を石川県鳳至郡能都町から密出国させて北朝鮮に連れて行き、約6ヶ月間スパイ教育を受けさせたうえで日本にもどし、資金調達や新たな工作員の獲得の任務を担わせた。同年12月、「朴」は事件の発覚を恐れて日本人Oの北朝鮮への拉致を金錫斗に命じた。金錫斗は、その機会をうかがっていたが、Oが1976年（昭和51年）7月に病死したため、これを断念したとのちに供述している。
1978年（昭和53年）7月31日、「朴」（チェ・スンチョル）はハン・クムニョンやキム・ナムジンとともに、新潟県柏崎市で蓮池薫・奥土祐木子のアベックを北朝鮮に連行、拉致している（「新潟県アベック拉致事件」）。
「朴」はその後、新たに北海道出身の日本人K（当時41歳）になりすまし、1980年（昭和55年）頃にKの戸籍を東京に移した後、K名義の旅券や運転免許証を不正取得した。この際、戸籍の移動を不審に思ったKの親族がKに電話をかけているが、同居人を称する「朴」が電話に出て、「彼はいま麻雀に行っている」などとごまかし、そうしたことが数回続いた。この間、「朴」は貿易会社を設立し、K名義のパスポートで東南アジアやヨーロッパなど計6回訪れている。本物の日本人Kは、1961年（昭和36年）以降行方不明者として扱われており、その動静は明らかでないが、全富億は北朝鮮スパイ機関のやり方からみて、おそらく、北朝鮮に拉致されたか、あるいは殺害されただろうと推定している。その後も「朴」はしばらくスパイ活動をしていたが、1983年（昭和58年）2月4日、日本からマレーシアに出国したとみられる。
1985年（昭和60年）3月1日、警視庁公安部外事第二課が在日朝鮮人金錫斗（当時49歳）を逮捕したことで事件が発覚した。「朴」（チェ・スンチョル）はまだ逮捕されておらず、その行方は不明である。

## 日本での工作・拉致
この事件に関与していたと見られる在日朝鮮人の補助工作員に李京雨（リ・ギョンウ）がいるが、李は大韓航空機爆破事件の際に、自殺した男性工作員（金勝一）の偽造パスポート作成などに関与していたとみられている。李京雨は、蓮池薫・奥土祐木子のカップルを拉致した実行犯の一人で、日本人拉致に深く関与していた。李京雨が拉致するために以前から被害者らと頻繁に会っていたことが、帰国者の証言で判明している。